# Verwaltungsgemeinschaft Grammetal

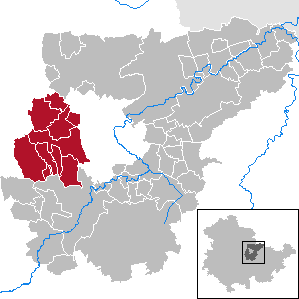
Lage der ehemaligen Verwaltungsgemeinschaft im Landkreis Weimarer Land

Die Verwaltungsgemeinschaft Grammetal war ein Zusammenschluss von neun Gemeinden im Landkreis Weimarer Land in Thüringen, Deutschland. Der Verwaltungssitz war Isseroda.
Vorsitzende war Alexandra Seelig.

## Mitgliedsgemeinden
- Bechstedtstraß
- Daasdorf a. Berge
- Hopfgarten
- Isseroda
- Mönchenholzhausen
- Niederzimmern
- Nohra
- Ottstedt a. Berge
- Troistedt

## Geschichte
Die Verwaltungsgemeinschaft wurde am 4. November 1994 aus dem Zusammenschluss der Verwaltungsgemeinschaften Tröbsdorf und Isseroda sowie der Gemeinde Mönchenholzhausen gebildet. Zum 1. Dezember 2007 wurde Utzberg nach Nohra eingemeindet. Zum 1. Dezember 2008 wurde Gutendorf nach Bad Berka eingemeindet.
Zum 31. Dezember 2019 erfolgte die Auflösung. Die neun Gemeinden schlossen sich zur Landgemeinde Grammetal zusammen.